# Marquette, Michigan
Marquette är en stad i Marquette County i delstaten Michigan, USA. Marquette är den största staden på Michigans övre halvö och administrativ huvudort (county seat) i Marquette County.